# Washington Reyes Abadie
Washington Reyes Abadie (5 de julio de 1919 - 31 de agosto de 2002) fue un docente e historiador uruguayo.

## Biografía
Alumno de historia del profesor Juan E. Pivel Devoto, quien después lo impulsaría a realizar investigaciones historiográficas.
En 1936 comienza con la docencia de Historia, que prolongaría durante décadas.
En 1943 se integró al recién creado Archivo Artigas. Dedicó mucho tiempo a investigar documentos inéditos sobre José Gervasio Artigas, y se considera que el aporte de esta investigación fue fundamental para comprender el sentido del federalismo artiguista, de las circunstancias en que tuvo lugar la creación del actual Estado uruguayo y de la importancia del puerto de Montevideo. Otro aporte importante fue su análisis del papel de la Casa de Austria en las colonias españolas de América, diferenciándola de la decadencia ocasionada por la casa de Borbón.
Reyes Abadie estudió en la Universidad Nacional de La Plata, donde obtuvo la licenciatura de Economía y Administración en 1953; un año después, se doctoró en Historia en la Universidad Complutense de Madrid. Poco después funda la revista Nexo, junto con Alberto Methol Ferré y Roberto Ares Pons.
Se integró con Methol y José Claudio Williman a la Liga Federal de Acción Ruralista, y posteriormente al Partido Nacional. (si bien nació en un hogar colorado, se hizo blanco por convicción, al estudiar la historia nacional). Inspirado por Luis Alberto de Herrera, profundizó en el revisionismo histórico.
Fue profesor grado 5 de Historia de las Relaciones Internacionales en la Universidad de la República, profesor del Instituto Artigas del Servicio Exterior, del CALEN, director de la Cátedra de Historia del Uruguay y de la Región del Plata en la Universidad de Montevideo. Fue fundador del Colegio Nacional José Pedro Varela, del Liceo de La Floresta y de la carrera de Licenciatura en Ciencias de la Comunicación de la Universidad de la República.
Escribió numerosas obras historiográficas de referencia. Sus estudios sobre Artigas son citados en Las venas abiertas de América Latina.
Según Methol, era mejor orador que escritor.
Al fallecer, el Senado le tributó un homenaje.

## Familia
Casado con Margarita Silberberg, tuvo cuatro hijos: Margarita, Julia, Pablo y Laila, y varios nietos.

## Obras
- El Ciclo Artiguista (con Oscar H. Bruschera y Tabaré Melogno), 4 tomos, Universidad de la República, Montevideo, 1965.
- La Emancipación (con Bruschera y Melogno, Editorial Medina).
- La Banda Oriental: pradera, frontera, puerto. Ediciones de la Banda Oriental, Montevideo, 1966.
- Artigas. Su significación en la Revolución y en el proceso institucional iberoamericano.
- Los barrios de Montevideo (con Aníbal Barrios Pintos, varios tomos).
- Crónica general del Uruguay (con Andrés Vázquez Romero y Tabaré Melogno, varios tomos). Ediciones de la Banda Oriental, Montevideo, 1979-1995. Reedición: 2000.
- Los españoles en el Uruguay (2000).